# Глутен
Глутенът (от латински: gluten – „лепило“) е белтъчна смес, която се съдържа в храни, произведени от пшеница и подобни растения (ечемик, овес и ръж). Всички житни култури съдържат глутен освен оризa. Веществото придава еластичност на тестото, като спомага за запазване на формата му при процеса на втасване.
Глутенът се определя като главният показател за качеството на пшеничното брашно за производство на хляб. Измерва се в проценти. Нормалното съдържание, което позволява направата на хляб, е от 21 до 30%. При по-високи стойности качеството на хляба е по-добро. Пшениците с глутеново съдържание под 18% са в категорията фуражни.
Глутенът е изолиран от италиански химик през ХІХ век. Изолира се чрез операцията „отмиване на глутен“.

## Качествени показатели
- Разливаемост
- Цвят
- Късливост

## Нежелани реакции
Между 0,3 и 1% от хората по света проявяват реакция на непоносимост към глутена вследствие на наследственото заболяване цьолиакия (или целиакия) – възпаление на лигавицата на тънките черва с всеобхватни последици за здравето. Значително по-често се среща погрешна самодиагностика за повишена чувствителност към глутена. Болните от цьолиакия хора не трябва да употребяват пшеница, ръж или ечемик с храната си под каквато и да е форма. Доказано е, че повечето автоимунни заболявания (ревматоиден артрит, множествена склероза, тиреоидит на Хашимото, синдром на Бехчет, синдром на Хайнц, псориазис, псориатичен артрит, гломерулонефрит, лупус, гноен хидарденит) са предшествани от „пропускливи черва“. Начинът за справяне с този проблем е изцяло премахване на глутена за поне 3 месеца (безглутенова диета).